# Stingray Djazz
Stingray Djazz est une chaîne de télévision musicale lancée le 17 septembre 2012 sous le nom de Djazz TV,.